# Adriano Basso
Adriano Basso (Jundiaí, 18 aprile 1975) è un ex calciatore brasiliano, di ruolo portiere.

## Carriera
Dopo aver iniziato a giocare in Brasile, giunge in Inghilterra dove disputa 91 presenze in seconda serie prima di passare, nella stagione 2010-2011, al Wolverhampton militante in massima serie.

## Palmarès

### Club

#### Competizioni nazionali
- Conference League Cup: 1

Woking: 2004-2005